# Dragoje Leković
Dragoje Leković - em sérvio, Драгоје Лековић (Sivac, 21 de novembro de 1967) é um ex-futebolista sérvio que atuava como goleiro.
Revelado no então Budućnost Titogrado, Leković sobressaiu-se sobretudo como o goleiro titular da Seleção Iugoslava campeã da da Copa do Mundo FIFA Sub-20 de 1987, com grande intervenções na semifinal contra o Brasil e um pênalti defendido na decisão por penais contra a Alemanha Ocidental na final.
Na sequência da carreira, foi goleiro reserva da seleção principal na Copa do Mundo FIFA de 1990, esteve rapidamente no Estrela Vermelha e no futebol da Escócia. Leković iria também à Eurocopa 1992, entre vinte convocados que ainda integravam futebolistas sérvios, montenegrinos, eslovenos, macedônios e um bosníaco. Ele e demais iugoslavos se tornaram até a primeira seleção a chegar ao país-sede para se hospedarem com vistas à competição.
A menos de duas semanas do início do torneio, porém, a UEFA então resolveu atender a recomendação de banimento esportivo por proposto pelas Nações Unidas, substituindo a Iugoslávia pela Dinamarca, que havia ficado em segundo lugar no grupo de ambas nas eliminatórias - com a vitória eslava em Copenhague sendo inclusive decisiva para que o astro Michael Laudrup, em protesto com o treinador Richard Møller Nielsen, decidisse na época por não mais defender a seleção nórdica. Mesmo sem o craque e como "intrusos", os dinamarquês terminaram surpreendentemente campeões.
O banimento também retirou a Iugoslávia, reduzida aos territórios da Sérvia e de Montenegro, das eliminatórias à Copa do Mundo FIFA de 1994 e à Eurocopa 1996. Com remanescentes dessas duas repúblicas já envelhecidos da geração que despontava no início da década de 1990, os Plavi classificaram-se à Copa do Mundo FIFA de 1998. Leković foi novamente goleiro reserva no Mundial, mas tornou-se um dos três únicos jogadores que a Iugoslávia convocou ao torneio antes e depois do início do processo de dissolução nacional, junto a Dragan Stojković e Dejan Savićević.

## Títulos

### Estrela Vermelha
- Campeonato Iugoslavo: 1991–92
- Mundial Interclubes: 1991
- Supercopa Europeia: 1991

### Kilmarnock
- Copa da Escócia: 1996–97

### Perth Glory
- National Soccer League (Championship): 2004
- National Soccer League (Premiership): 2003–04

### Seleção Iugoslava
- Copa do Mundo FIFA Sub-20: 1987